# David Škoch
David Škoch (ur. 6 listopada 1976 w Brandýsie nad Labem-Starej Boleslavi) – czeski tenisista.

## Kariera tenisowa
Karierę tenisową rozpoczął w 1994 roku. W singlu wygrał 2 turnieje serii ITF Men's Circuit. Ma na swoim koncie również 1 zwycięstwo w zawodach kategorii ATP Challenger Tour, w Bratysławie w sezonie 1996. Najwyższą pozycję w rankingu singlistów osiągnął w marcu 1997 roku, nr 133.
W grze podwójnej jest 5–krotnym mistrzem turniejów rangi ATP World Tour oraz 6–krotnie był finalistą tych rozgrywek. W zestawieniu deblistów najwyżej sklasyfikowany był na 30. miejscu w styczniu 2008 roku.

### Finały w turniejach ATP World Tour
| Legenda                                      |
| -------------------------------------------- |
| Wielki Szlem                                 |
| Igrzyska olimpijskie                         |
| Tennis Masters Cup / ATP Finals              |
| ATP Masters Series / ATP Tour Masters 1000   |
| ATP International Series Gold / ATP Tour 500 |
| ATP International Series / ATP Tour 250      |

#### Gra podwójna (5–6)
| Końcowy wynik | Nr | Data             | Turniej          | Nawierzchnia | Partner               | Przeciwnicy                          | Wynik finału      |
| ------------- | -- | ---------------- | ---------------- | ------------ | --------------------- | ------------------------------------ | ----------------- |
| Finalista     | 1. | 4 maja 1997      | Praga            | Ceglana      | Petr Luxa             | Mahesh Bhupathi Leander Paes         | 1:6, 1:6          |
| Zwycięzca     | 1. | 18 lipca 2004    | Amersfoort       | Ceglana      | Jaroslav Levinský     | José Acasuso Luis Horna              | 6:0, 2:6, 7:5     |
| Finalista     | 2. | 25 lipca 2004    | Umag             | Ceglana      | Jaroslav Levinský     | José Acasuso Flávio Saretta          | 6:4, 2:6, 4:6     |
| Finalista     | 3. | 31 lipca 2005    | Umag             | Ceglana      | Michal Mertiňák       | Jiří Novák Petr Pála                 | 3:6, 3:6          |
| Zwycięzca     | 2. | 16 kwietnia 2006 | Walencja         | Ceglana      | Tomáš Zíb             | Lukáš Dlouhý Pavel Vízner            | 6:4, 6:3          |
| Zwycięzca     | 3. | 30 lipca 2006    | Umag             | Ceglana      | Jaroslav Levinský     | Guillermo García-López Albert Portas | 6:4, 6:4          |
| Zwycięzca     | 4. | 29 kwietnia 2007 | Casablanca       | Ceglana      | Jordan Kerr           | Łukasz Kubot Oliver Marach           | 7:6(4), 1:6, 10–4 |
| Finalista     | 4. | 26 maja 2007     | Pörtschach       | Ceglana      | Leoš Friedl           | Simon Aspelin Julian Knowle          | 6:7(6), 7:5, 5–10 |
| Finalista     | 5. | 29 lipca 2007    | Umag             | Ceglana      | Jaroslav Levinský     | Lukáš Dlouhý Michal Mertiňák         | 1:6, 1:6          |
| Zwycięzca     | 5. | 5 stycznia 2008  | Doha             | Twarda       | Philipp Kohlschreiber | Jeff Coetzee Wesley Moodie           | 6:4, 4:6, 11–9    |
| Finalista     | 6. | 13 czerwca 2010  | Londyn (Queen's) | Trawiasta    | Karol Beck            | Novak Đoković Jonatan Erlich         | 7:6(6), 2:6, 3–10 |